# 포바슈스카비스트리차

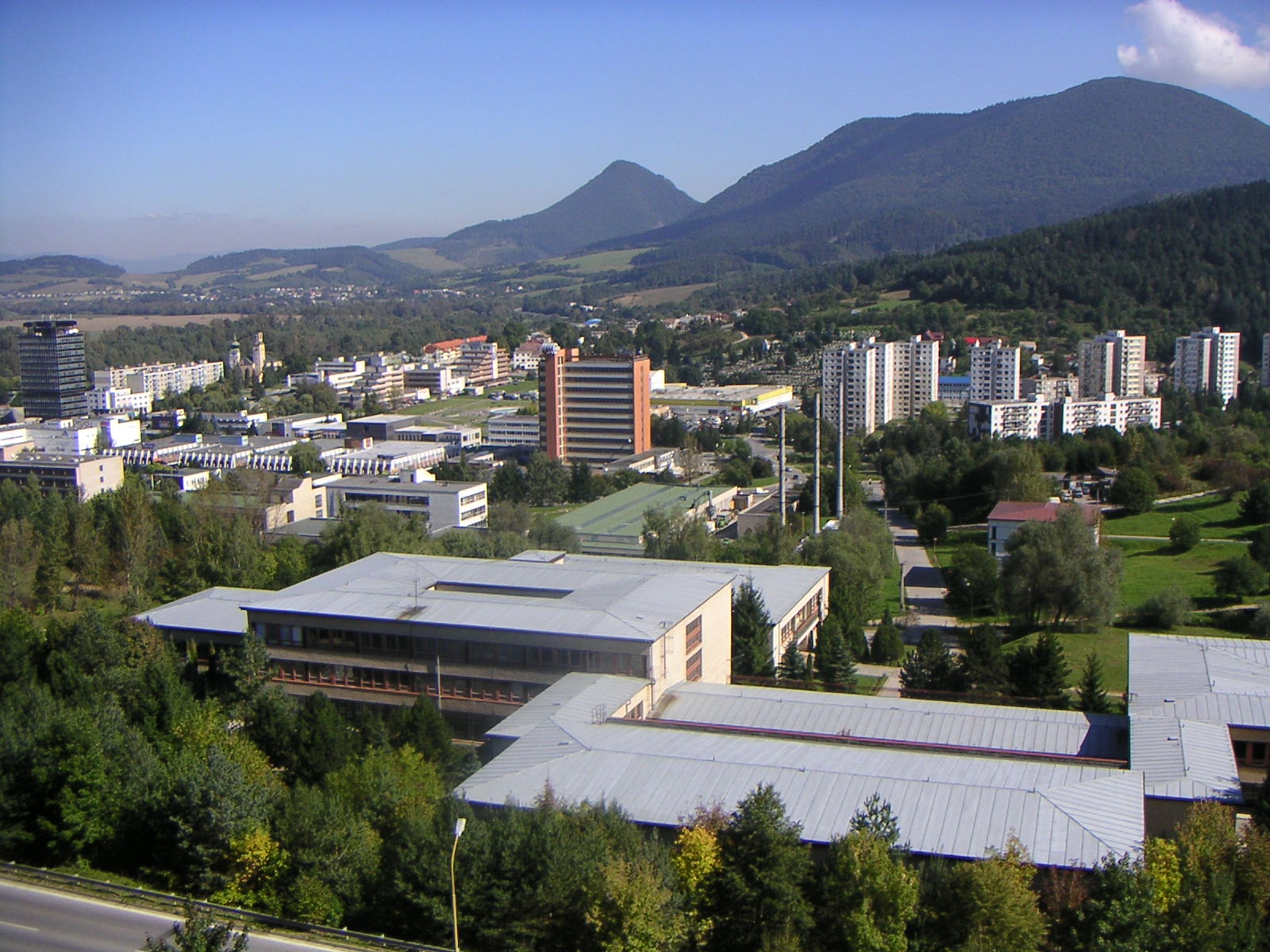
포바슈스카비스트리차

포바슈스카비스트리차(슬로바키아어: Považská Bystrica, 독일어: Waagbistritz 바그비스트리츠[*], 헝가리어: Vágbeszterce 바그베스테르체[*])는 슬로바키아 북서부 트렌친 주에 위치한 도시로, 면적은 90.555 km2, 높이는 288 m, 인구는 41,697명(2009년 기준), 인구 밀도는 466명/km2이다. 바흐강과 접하며 질리나에서 약 30 km 정도 떨어진 곳에 위치한다.

시기
시 문장